# 月光光新慌慌：萬聖殺
是一部2021年美國砍殺電影，由大衛·高登·格林執導，並與丹尼·麥布萊和史科特·鐵姆斯共同撰寫劇本。該片為「月光光心慌慌」系列的第十二部作品，也是2018年電影《月光光新慌慌》的續集，劇情發展承接上一部結尾的後續。主演包括潔美·李·寇蒂斯、茱蒂·葛瑞兒、安蒂·馬提恰克、安東尼·麥可·霍爾、詹姆斯·朱德·寇特尼和尼克·坎斯羅。
《月光光新慌慌：萬聖殺》於2021年9月8日登上第78屆威尼斯影展舉行全球首映，2021年10月15日美國院線上映。續集《月光光新慌慌：萬聖結》定於2022年10月14日在美國上映。

## 劇情
2018年10月31日，美國伊利諾州哈頓費爾德小鎮1978年萬聖節大屠殺的第四十週年忌日，主兇麥克·邁爾斯再次脫逃、返回家鄉、連殺數人，直到被78年時首案的倖存者洛莉·史特羅德、其女兒凱倫和孫女艾莉森聯手置於火海陷阱而受困。然而正當受傷的洛莉緊急送往小鎮醫院搶救時，本地消防局因不知內情而趕到麥克受困的陷阱屋滅火，從而間接導致麥克趁亂逃出生天，一人屠光現場的消防隊後繼續沿路的殺戮。與此同時，與洛莉同在四十年前逃過一劫的鎮民湯米·道伊爾、琳賽·華勒斯、隆尼·伊雷姆、以及身為麥克前醫生山姆·魯米斯的助手瑪莉詠·錢伯斯，四人原本聚在酒吧一起紀念四十週年忌，然而被報導屠殺再現的緊急新聞驚動。有過生死經歷的湯米一眼識出是麥克所為，擔起職責而領導一群同樣怨恨麥克的鎮民組成團體，發誓今晚會將麥克徹底剷除而永絕後患。
出席酒吧紀念派對的一對醫生夫婦馬庫斯和凡妮莎離開時，被躲在他們車後座的某人驚嚇，湯米一行人一口咬定是麥克所為，卻不知道該名人士並不是麥克、而是當晚同樣在精神病院巴士中脫逃的一名病人蘭斯·托沃利。隨著湯米的團體開始分頭行動尋找麥克下落，同時警告其他鎮民迅速回家不要出門。琳賽、瑪莉詠以及隨行的馬庫斯和凡妮莎半路上為了提醒三名在外玩耍的小孩趕快回家而停車，導致她們集體受到身在附近的麥克伏擊，其中一名小孩被斬首，而瑪莉詠、馬庫斯與凡妮莎在飛蛾撲火之下全部慘遭毒手，唯獨琳賽僥倖生還。在醫院，洛莉經過手術後穩定傷勢而靜養，剛失去丈夫雷的凱倫，卻與艾莉絲分別被警方告知麥克仍活著。凱倫只能對洛莉先隱瞞此事，好讓她專心養傷復原。而艾莉森與當晚鬧翻的男友卡麥隆暫時和好，加入他與其父隆尼的行列前去圍剿麥克。
同樣在當晚重傷卻倖存的副警長法蘭克·霍金斯經過搶救後送進洛莉的病房靜養，使她們二人互相交流這四十年的種種經歷。法蘭克回憶起四十年前屠殺案當晚，當巡警的自己曾追趕麥克至其舊宅，在誤殺自己搭檔的代價下成功拖延警隊趕到的時間而抓獲麥克，然而自己最後親手制止山繆·魯米斯對麥克就地正法，因此懊悔是自己一時心軟而造成現在的局面。死裡逃生的琳賽被湯米一行人找到而送到醫院，越來越多的受害者導致全體鎮民群情激憤，當中還包括女兒安妮四十年前慘遭麥克毒手的老警長利·布拉克特在內，一致決定支持湯米而準備對麥克動用私刑。
洛莉因此知悉麥克倖存，然而卻因傷勢過重而無法行動。這時先前劫過車的蘭斯跑到醫院試圖求救，然而卻被門口的暴民誤認成麥克而受追殺。整座醫院陷入一片混亂，凱倫搶先找到蘭斯，卻發現他完全沒有敵意，只是害怕地躲在一旁。當凱倫試圖幫他而制止外面的暴民衝進去時，蘭斯卻因恐懼暴民的行為而跳窗自盡。行動無果甚至害死一條不相干的人命，使暴民們集體開始冷靜下來，布拉克特聲言不能讓麥克影響到他們的自我。而另一邊，麥克返回自己的舊宅殺死現任的兩名屋主，而隆尼、卡麥隆和艾莉森不久後跟到屋子外，堅持要獨自進去的隆尼很快無音訊，隨後進屋的卡麥隆和艾莉森很快發現隆尼已被麥克用閣樓門夾死。麥克隨即對她們二人下手，跌至一樓的艾莉森目睹卡麥隆被殘忍殺害。就在艾莉森窮途末路時，凱倫及時拿草叉刺傷麥克，奪下他的面具而將他引出屋子。
麥克一路追殺凱倫卻再次步入陷阱，最後發現自己被湯米、布拉克特等等鎮民團團包圍。麥克平靜地戴回面具，經受所有鎮民的奮力攻擊之下不支倒地，凱倫最後撿起麥克的兇刀，用力刺向他的頸部而看似殺死他。凱倫返回宅前跟女兒團聚、目視她被醫護人員送去照料，布拉克特剛準備對麥克射擊頭部時，麥克卻再次甦醒、甚至拔出插在頸部的兇刀，以一人之力屠光湯米和布拉克特在內的所有暴民，最後回到自己四十年前殺死親姐姐的臥室，偷襲殺害當時獨自站在窗前思索的凱倫。一切猶如最初以及四十年前的景象重演，完成殺戮的麥克再一次站在破碎的窗前凝視著自己的倒影。

## 演員
- 潔美·李·寇蒂斯 飾演 洛莉·史特羅德（英语：Laurie Strode）：1978年萬聖節大屠殺的倖存者，事件後罹患上創傷後壓力症候群，經歷兩度離婚並疏遠女兒等家人，一直在為麥克“脫逃”做準備。直到現今最終與女兒和孫女聯手將麥克置於火海之中，然而還是沒能如願殺死麥克。
- 詹姆斯·朱德·寇特尼（英语：James Jude Courtney）和尼克·坎斯羅 飾演 麥克·邁爾斯／面具殺人魔（英语：Michael Myers (Halloween)）：1978年萬聖夜大屠殺的主兇，年僅六歲時就殺害過姐姐，四十年來被關在療養院，如今再次脫逃後準備回到哈頓菲爾德展開另一場血腥屠殺。

- 艾倫·阿姆斯特朗（Airon Armstrong）飾演1978年歷史回放片段中的年輕麥克。
- 克里斯汀·麥可·派特斯（Christian Michael Pates）飾演六歲時的麥克；而在系列首作中是由威爾·桑丁飾演。

- 茱蒂·葛瑞兒 飾演 凱倫·尼爾森（Karen Nelson）：洛莉的女兒，從小不情願地被母親教導一系列生存手段，與母親的疏遠關係直到現今的殺戮重演，使她最終理解母親的心理陰影。
- 安蒂·馬提恰克（英语：Andi Matichak） 飾演 艾莉森·尼爾森（Allyson Nelson）：凱倫的女兒，洛莉的孫女，是鎮上高中的高材生，與祖母洛莉有著長期秘密來往。
- 威爾·派頓（英语：Will Patton） 飾演 法蘭克·霍金斯（Frank Hawkins）：執勤小鎮多年的副警長，與洛莉有過一段情，是1978年最先逮捕麥克的警員之一，如今再次追緝麥克時負傷而住院。

- 湯瑪斯·曼恩飾演年輕時的霍金斯。

- 安東尼·麥可·霍爾 飾演 湯米·道伊爾（Tommy Doyle）：哈頓費爾頓小鎮的多年居民，曾是在1978年被洛莉照看過的孩子之一，死裡逃生的他一直對麥克的暴行耿耿於懷。
- 羅伯特·隆史崔特（Robert Longstreet） 飾演 隆尼·伊雷姆：卡麥隆的父親，在1978年時常欺負湯米，成年後洗心革面而與湯米結為好友。

- 崔斯丹·伊格林飾演1978年時的年幼隆尼，而在系列首作中是由布蘭特·列·佩吉扮演。

- 狄倫·阿諾 飾演 卡麥隆·伊雷姆：隆尼之子，艾莉森的男友，當晚不久前跟艾莉森鬧翻，目前悔改而只想跟她重歸於好。
- 查爾斯·賽佛斯（英语：Charles Cyphers） 飾演 利·布拉克特（Leigh Brackett）：執勤小鎮多年的退休老警長，在1978年時曾與山姆·魯米斯（英语：Samuel Loomis）共同追緝麥克，然而女兒安妮（英语：Annie Brackett）死於麥克之手，此後一直記恨著他，這次屠殺讓他重新復出。此部是賽佛斯繼系列首作以及《月光光心慌慌2》之後首次回歸飾演該角，而此作中同時使用賽佛斯參演第二部中的一小部分片段。
- 凱爾·理查茲 飾演 琳賽·華勒斯（Lindsey Wallace）：湯米從小一起長大的摯友，與他共同在1978年屠殺時倖存。此部是理查茲繼系列首作之後首次回歸飾演該角。
- 南希·史蒂芬斯（英语：Nancy Stephens） 飾演 瑪莉詠·錢伯斯（Marion Chambers）：退休的前護士，曾身為山姆·魯米斯的助手，四十年前親眼目睹過麥克脫逃。史蒂芬斯除了系列首作以外，還曾參演過另外兩部系列作品《月光光心慌慌2》以及《H20：抓鬼節（英语：Halloween H20: 20 Years Later）》。

## 製作

### 前期製作
2019年6月，據報道《月光光新慌慌》續集將於2019年9月開始拍攝，大衛·高登·格林回歸編劇和執導，潔美·李·寇蒂斯、茱蒂·葛瑞兒和安蒂·馬提恰克都將回歸演出各自的角色。2019年7月，宣布兩部續集的片名為《Halloween Kills》和《Halloween Ends》，並將於2020年10月16日和2021年10月15日上映。格林將執導兩片，並與丹尼·麥布萊共同撰寫劇本，而寇蒂斯將在兩片中回歸飾演自己的角色，並宣佈史科特·鐵姆斯（Scott Teems）為《Halloween Kills》編劇之一，而保羅·布拉德·羅根（Paul Brad Logan）和克里斯·伯尼爾（Chris Bernier）共同為《Halloween Ends》撰寫劇本。

### 選角
2019年7月26日，確認尼克·坎斯羅將回歸兩部續集，並在一些場景中飾演麥克·邁爾斯，而主要場面將由詹姆斯·朱德·寇特尼繼續飾演。
2019年8月26日，宣布安東尼·麥可·霍爾將飾演《月光光心慌慌》（1978年）的角色湯米·道伊爾（Tommy Doyle）。2019年8月30日，宣布凱爾·理查茲回歸飾演角色琳賽·華勒斯（Lindsey Wallace）。2019年9月5日，據報道勞勃·隆史崔特（Robert Longstreet）將飾演角色隆尼·伊雷姆（Lonnie Elam）。

### 拍攝
2019年7月，布倫屋製片公司的發言人證實，《Halloween Kills》及其續集《Halloween Ends》將在北卡州威明頓開始製作和拍攝。拍攝於2019年9月9日開始。據報導，電影將有一個新聞記者到現場報導2018年電影事件後的最新情況。2019年9月17日，布倫屋製片公司在Reddit上宣布主體拍攝正式開始。據威明頓當地新聞報導，電影預計於9月20日至21日在威明頓拍攝車禍場景。額外的拍攝作業將於9月27日、30日和10月1日進行。

## 發行
《月光光新慌慌：萬聖殺》於2021年9月8日在第78屆威尼斯影展進行全球首映。該片原定於2020年10月16日在美國上映。2020年7月，由於受冠狀病毒病疫情影響，電影延期至2021年10月15日在美國上映

## 迴響

### 評價
爛番茄根據208條評論，持有38%的新鮮度，平均得分5／10，觀眾投票給出68%的分數，平均得分為3.7／5。在Metacritic上，電影獲得了42分。

### 票房
| 上一届： 《007：生死交戰》 | 2021年美國週末票房冠軍 第42週 | 下一届： 《沙丘》 |

## 續集
2019年7月19日，宣佈續集《Halloween Ends》將於2021年10月15日在美國上映。2020年7月，宣佈續集延期至2022年10月14日在美國上映。

## 外部連結
- 互联网电影数据库（IMDb）上《月光光新慌慌：萬聖殺》的资料（英文）
- Box Office Mojo上《月光光新慌慌：萬聖殺》的資料（英文）
- Metacritic上《月光光新慌慌：萬聖殺》的資料（英文）
- 爛番茄上《月光光新慌慌：萬聖殺》的資料（英文）
- AllMovie上《月光光新慌慌：萬聖殺》的资料（英文）
- 開眼電影網上《月光光新慌慌：萬聖殺》的資料（繁體中文）
- 时光网上《月光光新慌慌：萬聖殺》的資料（简体中文）
- 豆瓣电影上《月光光新慌慌：萬聖殺》的資料 （简体中文）